# Yod'm 3D
Yod'm 3D est un gestionnaire de bureaux virtuels pour les versions 2000, XP et Vista de Microsoft Windows. Sa particularité est de représenter les différents bureaux sur un cube en 3D ce qu'aucun gestionnaires de bureaux pour Windows ne proposait jusqu'à présent. 
Le logiciel a été racheté par Otaku Software, en septembre 2007, et a été renommé Deskspace. Deskspace est devenu payant.

## Techniques
Ce gestionnaire propose donc une représentation 3D sous forme de cube comme peut le faire Compiz pour le système de fenêtrage X. À la différence de la plupart des autres gestionnaires de bureaux 3D qui utilisent OpenGL, Yod'm3D a besoin de DirectX 9 pour fonctionner. Le programme est uniquement disponible sans installateur, il peut être exécuté directement après téléchargement.